# كاتدرائية مونزا

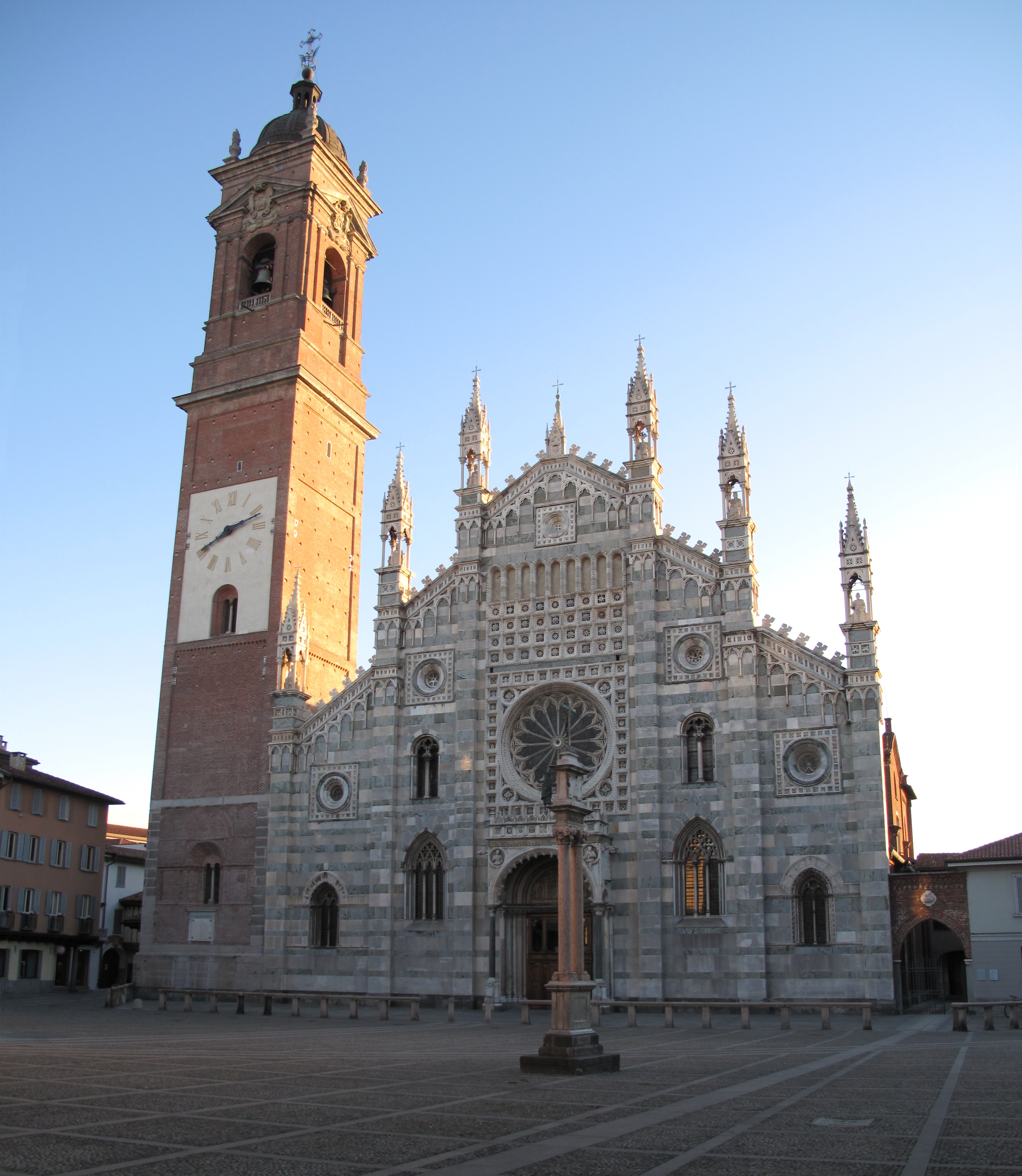
الواجهة

كاتدرائية مونزا (بالإيطالية: Duomo di Monza)‏ هي المبنى الديني الرئيسي في مونزا بالقرب من ميلانو في شمال إيطاليا. خلافًا لمعظم الكاتدرائيات فإنها ليست في الواقع كاتدرائية، حيث كانت مونزا دائمًا جزءًا من أبرشية ميلانو، ولكن تحت إدارة أسقف كبير ذو سلطة معينة. تضم الكنيسة تاج لومبارديا الحديدي.

## أعلام
- ثيوديليندا